# Jackie Sandler
Jackie Sandler (nacida como Jacqueline Samantha Titone, 24 de septiembre de 1974 en Coral Springs) es una actriz estadounidense de cine y televisión, reconocida por actuar en varias de las películas de su marido, el actor y comediante Adam Sandler.

## Biografía
Hija de padres divorciados, tuvo un pasado como modelo antes de iniciar en la actuación. Ha aparecido en producciones cinematográficas como Un papá genial (1999), Deuce Bigalow: Male Gigolo (1999), Little Nicky (2000), Paul Blart: Mall Cop (2009) y Grown Ups (2010) y Sandy Wexler (2017), y en series de televisión como Rules of Engagement (2013) y Kevin Can Wait (2016).
Es la esposa del actor Adam Sandler desde el año 2003. Lo conoció en el set de la película Un papá genial en 1999. Tiene dos hijas con el actor, Sadie Madison Sandler, nacida en 2006 y Sunny Madeline Sandler, nacida en 2008.

## Filmografía

### Cine y televisión
- 2023 - Leo - Mamá de Jayda[4]
- 2023 - ¡No estás invitada a mi bat mitzvá! - Gabi Rodríguez Katz[5]
- 2023 - Unos suegros de armas tomar - Kay
- 2022 - Daddy Daughter Trip - Megan
- 2022 - Jugar en casa - Beth
- 2020 - La otra Missy - Jess
- 2019 - Murder Mystery - Azafata
- 2018 - Father of the Year - Krystal
- 2016 - Kevin Can Wait - Cindy
- 2017 - Real Rob - Julie
- 2017 - Sandy Wexler - Amy Baskin
- 2016 - The Goldbergs - Elaine
- 2015 - The Ridiculous 6
- 2015 - Marry Me - Pam
- 2015 - Pixels - Jennifer
- 2015 - Paul Blart: Mall Cop 2 - Chica atractiva
- 2014 - Blended
- 2013 - Grown Ups 2 - Jackie Tardio
- 2013 - Rules of Engagement - Enfermera Linda
- 2012 - Hotel Transylvania - Martha
- 2012 - That's My Boy - Masajista
- 2011 - Zookeeper - Mesera
- 2011 - Bucky Larson: Born to Be a Star - directora de casting
- 2011 - Just Go With It - Veruca
- 2010 - Grown Ups - Jackie Tardio
- 2009 - Paul Blart: Mall Cop - Vendedora
- 2008 - Bedtime Stories - Jacqueline
- 2008 - You Don't Mess with the Zohan
- 2007 - I Now Pronounce You Chuck & Larry - Maestra
- 2007 - The King of Queens - Señora Kaufman
- 2006 - The Benchwarmers - Compradora
- 2004 - 50 First Dates - Dentista
- 2003 - Duplex - Mesera
- 2002 - Eight Crazy Nights - Jennifer
- 2000 - Little Nicky - Jenna
- 1999 - Deuce Bigalow: Male Gigolo - Sally
- 1999 - Big Daddy - Mesera